# Alojzy Skrzyszowski
Alojzy Skrzyszowski (ur. 7 listopada 1900 r. w Gorzyczkach - zm. po 1971) – powstaniec śląski.
Ukończył szkołę powszechną w Gorzycach. Od 1919 członek Polskiej Organizacji Wojskowej Górnego Śląska w Gorzycach. Uczestniczył w pierwszym, drugim i trzecim powstaniu śląskim. W tym ostatnim pełnił funkcję dowódcy 12 kompanii 3 baonu 4 pułku strzelców raciborskich, po śmierci Wiktora Cyrana.
W latach 20. służył w polskiej Straży Celnej jako starszy strażnik w Placówce Straży Celnej „Makoszowy”. Po rozwiązaniu tej formacji  był pracownikiem (1928-1939), a od 1929 naczelnikiem gminy Gorzyce w pow. rybnickim. Należał do Związku Powstańców Śląskich powiatu raciborskiego w Gorzyczkach. Działacz Narodowo-Chrześcijańskiego Zjednoczenia Pracy, członek zarządu koła w Gorzyczkach.
Po wybuchu II wojny światowej i wkroczeniu Niemców aresztowany 4 października 1939 r. w Gorzycach i przewieziony do więzienia w Rybniku. Na sesji wyjazdowej Sądu Specjalnego w Katowicach został skazany na pięć lat więzienia za udział w trzecim powstaniu śląskim na stanowisku dowódcy kompanii, za antyniemiecką postawę gdy pełnił funkcję naczelnika gminy, za dyskryminację miejscowych Niemców. Siedział w więzieniach w Rybniku, Brzegu, Rawiczu.
Po powrocie do domu w 1945 r. zorganizował terenową władzę w Gorzycach, gdzie był wójtem do 1954. Następnie pracował jako administrator hoteli komunalnych w Rybniku. Po przejściu na emeryturę był w latach 70. wiceprzewodniczącym Gminnej Rady Narodowej w Gorzycach.

## Odznaczenia
- Śląski Krzyż Powstańczy,
- Medal Niepodległości (16 marca 1937)[8]
- Order Odrodzenia Polski,
- Order Sztandaru Pracy klasy II,
- Złoty Krzyż Zasługi
- odznaka Zasłużony Dla Województwa Katowickiego